# クメール王朝

クメール帝国
កម្វុជទេឝ
ख्मेर साम्राज्य

900年頃のクメール王朝の版図（赤）

クメール王朝（クメールおうちょう、アンコール王朝とも）は、9世紀から15世紀まで東南アジアに存在していた王国で、現在のカンボジアのもととなった国であり、これより以前にあったチェンラ王国（真臘）の流れを受け継ぐクメール人の王国である。

## 歴史
802年頃、ジャヤーヴァルマン2世王がシャイレーンドラ朝から解放し、プノン・クーレン丘陵で即位した。これがクメール王朝の始まりである。王都はハリハラーラヤ。
889年、ヤショーヴァルマン1世がヤショーダラプラに遷都。
928年から944年の期間、ジャヤーヴァルマン4世の時代に一時チョック・ガルギャーに遷都していた。
950年頃、スーリヤヴァルマン1世王がラヴォー王国を占領した。1010年から約十年間、ハリプンチャイ王国がラヴォー王国に援軍を送り、ラヴォー王国を再びモン族勢力下に取り戻そうとクメール王朝と何度も争ったが、マレー半島のナコーンシータンマラートのクメール人の王が船でクメール王朝に援軍を派遣したことによりハリプンチャイ王国軍は撤退した。1023年にもクメール軍はハリプンチャイ王国のラムプーンを攻撃した。
1113年、スーリヤヴァルマン2世が、西隣のチャオプラヤー川デルタのシャム人やモン人、南隣のチャンパ王国や、東隣と戦い、王国の範囲は、タイ中部、マレー半島、ベトナム南部におよんだ。彼は寺院建築に熱心で、アンコール遺跡のアンコール・ワット、トマノン、バンテアイ・サムレ、およびピマーイ遺跡などのヒンドゥー教寺院を建築した。
1177年、チャンパ王国の大軍が王都ヤショーダラプラを破壊した。1181年にはジャヤーヴァルマン7世がチャンパ王国に徹底抗戦して王都ヤショーダラプラを奪還し、王として即位。1190年にはチャンパ王国を降伏させた。12世紀から13世紀にかけて、クメール王朝はヴィジャヤ王朝ともしばしば戦争を行った。一時はヴィジャヤ王朝を占領したこともあり、アンコール遺跡にはチャンパ人兵士の浮彫が残されていることが知られている。12世紀末、ジャヤーヴァルマン7世の時代に最盛期を迎え、現在のタイ東北部、ラオス、およびベトナムのそれぞれの一部をも領有していた。ジャヤーヴァルマン7世はそれまでの王が掲げていたヒンドゥー教ではなく、仏教を信仰し、アンコール・トム（ノーコー・トム）を始めとする一連の仏教寺院を建立した。また、灌漑設備を建設して農業の振興をはかり、強大な勢力となった。
ジャヤーヴァルマン7世が死去して激しい後継者争いが行われた結果、クメール王国は弱体化し、1238年にスコータイ王国、1259年にラーンナー王国が独立した。1283年にクビライのモンゴル帝国が侵攻。ジャヤーヴァルマン8世は、1285年と1292年に元朝に朝貢した。宗教的には、13世紀に上座部仏教がインドシナを掌握するまで、ヒンドゥー教や大乗仏教の混じった宗教が信仰されていた。クメール王朝は寺院建築で莫大な国費を費やした上、宗教をめぐる政争で次第に国力が衰えていった。クメール王朝では、王は即位すると新たな寺院を作るものとされていたことから、アンコール・ワットの周囲には千以上にもおよぶ遺跡が残っている。ヒンドゥー教徒のジャヤーヴァルマン8世の治世に廃仏事件が起こり、ヒンドゥー教に由来する題材に彫り直された。1295年に仏教徒のインドラヴァルマン3世が8世を殺害し、王位に就いた。
1351年にアユタヤ王朝が近隣のタイで建国された。1353年、アンコール・トムへ留学していたファー・グムを支援し、ラーンサーン王国が建国された。1378年、スコータイ王国がアユタヤ王朝に征服された。
14世紀後半からアユタヤ王朝が勃興し、アユタヤ王朝との戦いによって国力は疲弊。1431年、アユタヤ王朝が侵攻し、クメール帝国の首都アンコール・トムが陥落した。